# Roosi
Roosi – wieś w Estonii, w prowincji Põlva, w gminie Laheda.